# Triopha carpenteri
Triopha carpenteri är en snäckart som först beskrevs av Robert Edwards Carter Stearns 1873.  Triopha carpenteri ingår i släktet Triopha och familjen Polyceridae. Inga underarter finns listade i Catalogue of Life.